# کارل، سمفونی کودکی من
کارل، سمفونی کودکی من (انگلیسی: Carl, My Childhood Symphony) یک فیلم درام دانمارکی به کارگردانی اریک کلاسن است که در سال ۱۹۹۴ منتشر شد. این فیلم، نمایندهٔ دانمارک برای رقابت در جایزه اسکار بهترین فیلم بین‌المللی در شصت و هفتمین دوره جوایز اسکار بود که البته به فهرست نهایی منتخبان راه نیافت.
فیلم روایت کنندهٔ بخشی از دوران کودکی آهنگساز دانمارکی کارل نیلسن است.

## بازیگران
- مورتن گوندل
- استینا اکبلاد
- نیکولای لی کاس
- یسپر کریستنسن
- توربن سلر
- فریتس هلموت
- لایف سیلوستر پیترسن